# Andrej Luhin
Andrej Luhin, född den 1 april 1959 i Minsk i Vitryska SSR, Sovjetunionen, är en sovjetisk roddare.
Han tog OS-brons i åtta med styrman i samband med de olympiska roddtävlingarna 1980 i Moskva.